# Radiodifusión Argentina al Exterior
Radiodifusión Argentina al Exterior (RAE) est la station de radio publique à diffusion internationale de l'Argentine.

## Histoire
Radiodifusión Argentina al Exterior est fondée le 11 avril 1949 sous le nom de « Servicio Internacional de la República Argentina » (SIRA) par le Président Juan Perón. À la suite du coup d'État de 1955, la SIRA est démantelée par le Président de facto, Eduardo Lonardi. 
Le 12 février 1958 la station renaît sous son nom actuel « Radiodifusión Argentina al Exterior ». 

## Identité visuelle

Logo de RAE de 2011 à 2016.
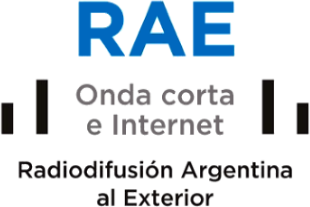
Logo de RAE depuis 2016.

## Programmes
La programmation de RAE se concentre sur les nouvelles de l'Argentine, ainsi que sur sa culture, sa géographie et son histoire. Il y a aussi de la musique folklorique, du tango et la production locale de rock.

## Diffusion
Radiodifusión Argentina al Exterior émet en plusieurs langues : allemand, anglais, chinois, espagnol, français, italien, japonais et portugais. Elle émet en ondes courtes et peut être écoutée sur Internet.
Elle diffuse également des programmes de LRA Radio Nacional pour permettre aux Argentins expatriés de garder le contact avec leur pays.